# Лунка (Винеторі-Нямц, Нямц)
Лунка (рум. Lunca) — село у повіті Нямц в Румунії. Входить до складу комуни Винеторі-Нямц.
Село розташоване на відстані 310 км на північ від Бухареста, 33 км на північ від П'ятра-Нямца, 97 км на захід від Ясс.

## Населення
За даними перепису населення 2002 року у селі проживали 1282 особи, усі — румуни. Усі жителі села рідною мовою назвали румунську.